# Avro 643 Cadet
Avro Cadet là một loại máy bay huấn luyện hai tầng cánh của Anh, do hãng Avro thiết kế chế tạo vào thập niên 1930, đây là một phát triển nhỏ hơn của Avro Tutor cho dân dụng.

## Biến thể
Avro 631 Cadet
Avro 643 Cadet
Avro 643 Mk II Cadet

## Quốc gia sử dụng

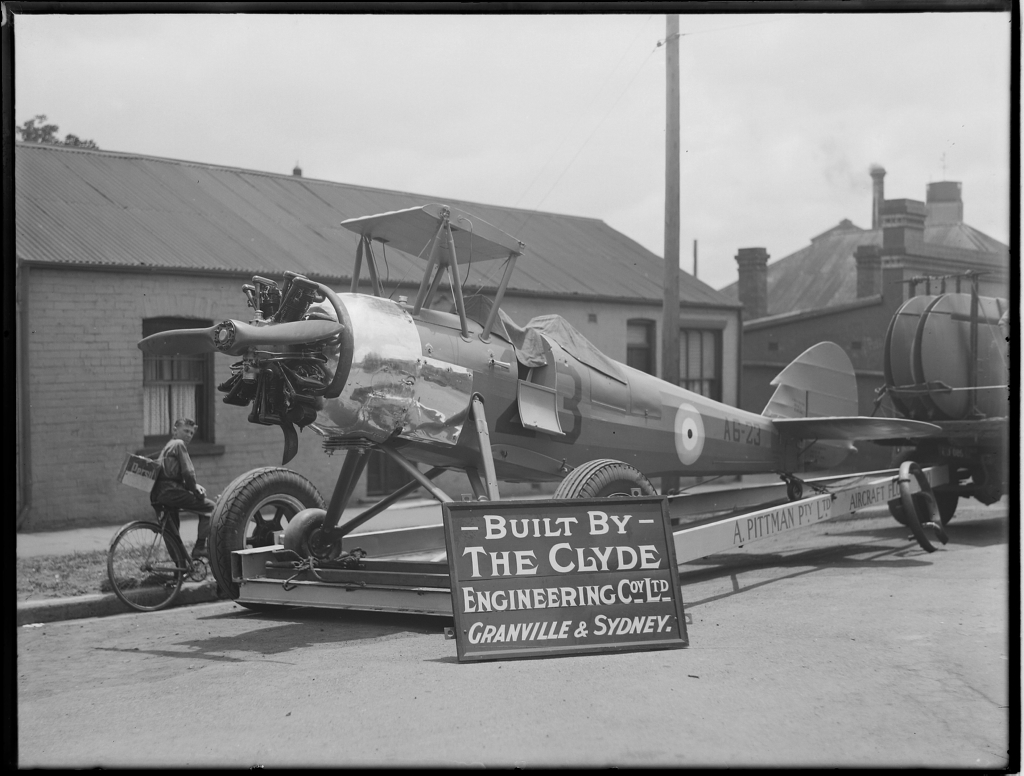
Một chiếc Avro Mk II Cadet thuộc RAAF

### Dân sự
Anh Quốc
- Air Service Training Ltd

### Quân sự
Úc
- Không quân Hoàng gia Australia

 Ireland
- Quân đoàn Không quân Ireland

 Bồ Đào Nha
- Không quân Bồ Đào Nha

 Đài Loan
- Không quân Cộng hòa Trung Hoa

 Cộng hòa Tây Ban Nha
- Không quân Cộng hòa Tây Ban Nha[1]

## Tính năng kỹ chiến thuật (Avro 643 Mk II Cadet)
Dữ liệu lấy từ Avro Aircraft since 1908 
Đặc điểm tổng quát
- Kíp lái: 2
- Chiều dài: 24 ft 9 in (7,55 m)
- Sải cánh: 30 ft 2 in (9,20 m)
- Chiều cao: 8 ft 10 in (2,69 m)
- Diện tích cánh: 262 ft² (24,3 m²)
- Trọng lượng rỗng: 1.286 lb (585 kg)
- Trọng lượng có tải: 2.000 lb (907 kg)
- Động cơ: 1 × Armstrong Siddeley Genet Major 1A, 150 hp (112 kW)

 Hiệu suất bay 
- Vận tốc cực đại: 116 mph (101 kn, 187 km/h)
- Vận tốc hành trình: 100 mph (87 kn, 161 km/h)
- Tầm bay: 325 mi (283 nmi, 523 km)
- Trần bay: 12.000 ft (3.660 m)
- Vận tốc lên cao: 700 ft/phút (3,6 m/s)
- Tải trên cánh: 7,63 lb/ft² (37,4 kg/m²)
- Công suất/trọng lượng: 0,075 hp/lb (0,12 kW/kg)